# Wasyl Szwed
Wasyl Wasylowycz Szwed, ukr. Василь Васильович Швед, ros. Василий Васильевич Швед, Wasilij Wasiljewicz Szwied (ur. 11 grudnia 1971 we wsi Pisoczna, w obwodzie lwowskim) – ukraiński piłkarz, grający na pozycji napastnika.

## Kariera piłkarska

### Kariera klubowa
Karierę piłkarską rozpoczął w klubie Skała Stryj, który potem zmienił nazwę na Hazowydobuwnyk-Skała. W 2000 został zaproszony do Karpat Lwów. Najpierw występował w drużynie rezerwowej, a potem w podstawowej jedenastce Karpat. Na początku 2004 powrócił do stryjskiego klubu, który już nazywał się Hazowyk-Skała Stryj. W sezonie 2004/05 bronił barw klubu Techno-Centr Rohatyn, a zakończył swoje występy na profesjonalnym poziomie w Nywie Tarnopol. Od 2006 z przerwami broni barw amatorskiego zespołu Karpaty Kamionka Bużańska.